# Combat de Moorslede
Guerre des Paysans
Batailles
- Saint-Nicolas
- 1er Boom
- Merchtem
- Zele
- Malines
- 2e Boom
- Hooglede
- Moorslede
- Zonnebeke
- 1er Diest
- 1er Louvain
- Alost
- Turnhout
- Enghien-Hal
- Hérinnes
- Audenarde
- Leuze
- 2e Louvain
- Ingelmunster
- Duffel
- Herentals
- Arzfeld
- Clervaux
- Amblève
- Stavelot
- Pollare
- Londerzeel
- Kapelle-op-den-Bos
- Bornem
- Meerhout
- 2e Diest
- 3e Diest
- Mol
- Jodoigne
- Marilles
- Beauvechain
- Hélécine
- Kapellen
- Meylem
- Hasselt

Le Combat de Moorslede se déroule le 25 octobre 1798 pendant la guerre des Paysans. Elle s'achève par la victoire des républicains qui repoussent une attaque des insurgés contre le bourg de Moorslede.

## Déroulement
Le 25 octobre 1798, la petite ville de Moorslede, est attaquée par les insurgés. Bien que défendue par seulement dix gendarmes commandés par un lieutenant, la ville repousse l'assaut. Le lieutenant des gendarmes est cependant tué lors du combat,.